# Prnjavor Mali (Banja Luka, BiH)
Prnjavor Mali su naseljeno mjesto u sastavu Grada Banje Luke, Republika Srpska, BiH.

## Stanovništvo
| Prnjavor Mali      |              |
| godina popisa      | 1991.        |
| Hrvati             | 4 (1,29%)    |
| Srbi               | 276 (89,32%) |
| Muslimani          | 0            |
| Jugoslaveni        | 17 (5,50%)   |
| ostali i nepoznato | 12 (3,88%)   |
| ukupno             | 309          |